# Klipusaari
Klipusaari är en ö i Finland. Den ligger i sjön Ikkeläjärvi och i kommunen Kauhajoki i den ekonomiska regionen  Suupohja och landskapet Södra Österbotten, i den sydvästra delen av landet, 280 km nordväst om huvudstaden Helsingfors. Öns area är 0,2 hektar och dess största längd är 50 meter i öst-västlig riktning.